# Trichocera

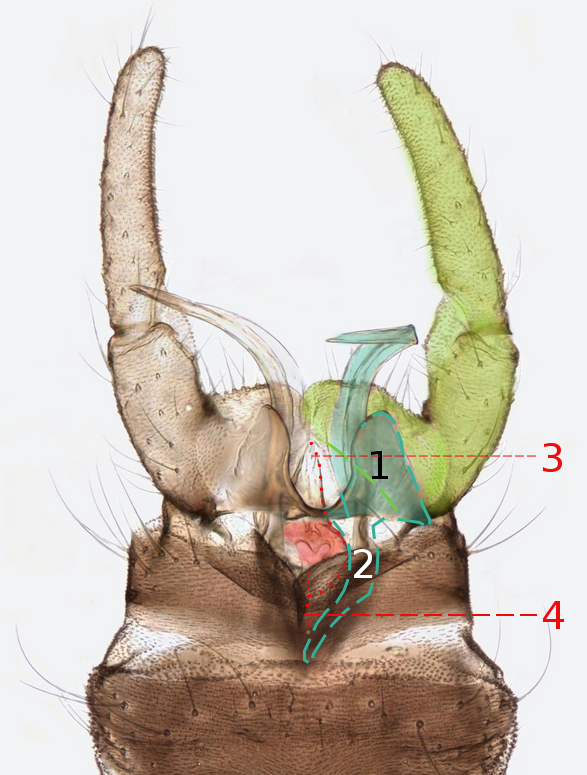
Męskie narządy rozrodcze Trichocera annulata: 1 – apodema bazalna, 2 – endofallus, 3 – otwór endofallusa, 4 – przewód wytryskowy.

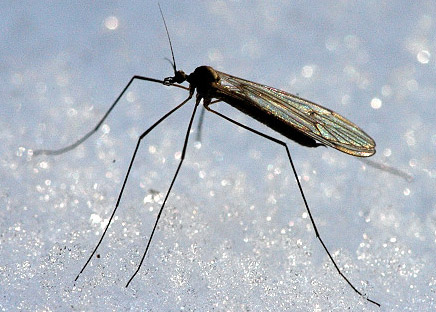
Trichocera hiemalis

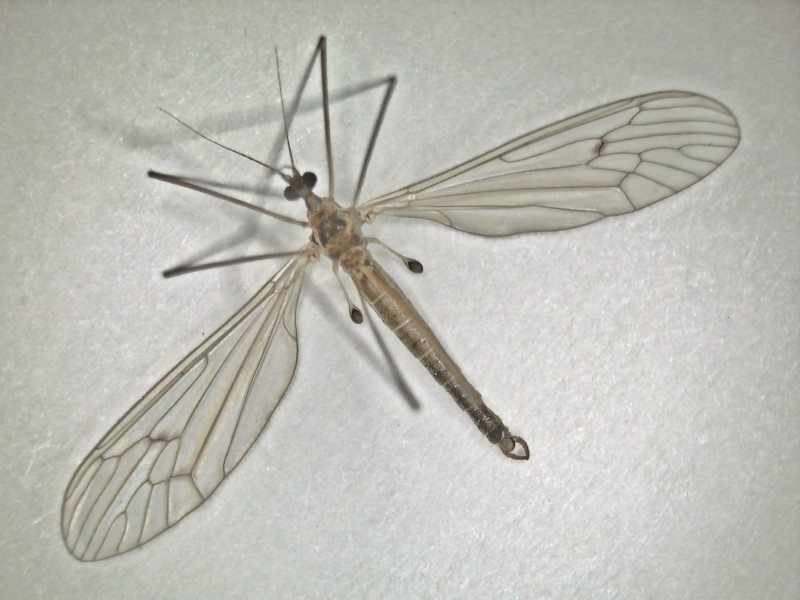
Trichocera regelationis

Trichocera – rodzaj owadów z rzędu muchówek i rodziny pozmrokowatych.
Czułki tych muchówek mają początkowe człony biczyka grubsze u samic niż u samców. Aparat gębowy zakończony jest dużymi, poduszeczkowatymi labellami, które są podwinięte ku górze tak, że zasłaniają wierzchołek wargi górnej i podgębia. Tułów ma niekompletny szew poprzeczny. Skrzydła są dłuższe od ciała, zaopatrzone w wyraźny płatek analny. Ich użyłkowanie charakteryzują: żyłka subkostalna w około 70% tak długa jak skrzydło i zakończona w okolicy żyłki r-r, rozwidlenie sektora radialnego wyraźnie za połową długości skrzydła, mała komórka dyskoidalna, krótka druga żyłka analna o ostatnim odcinku zakrzywionym ku brzegowi skrzydła. Odnóża mają pierwszy człon stopy od półtora do dwóch razy dłuższny niż człon następny. Przednia para odnóży po jednej, a pozostałe po dwie ostrogi na goleniach. Samce mają sternit i tergit dziewiątego segmentu odwłoka zespolone w pierścień, z którego sternalnej części odchodzą dwa zęby. Pomiędzy bazystylami znajduje się wyniesiony mostek. Narząd kopulacyjny samca odznacza się osłonką edeagusa zamkniętą od strony grzbietowej, otwartą od brzusznej i obejmującą parzyste paramery oraz bazalne i boczne apodemy. Samicę cechuje krótkie, owalne wcięcie pośrodku ósmego sternitu. Pokładełko może mieć długość mniejszą do trzykrotnie większej niż segment genitalny. Ponadto samicę charakteryzuje miskowata, mniej lub bardziej rozwidlona apodema płytki genitalnej.
Rodzaj ten wprowadzony został w 1803 roku przez Johanna Wilhelma Meigena, który jego gatunkiem typowym wyznaczył Tipula hiemalis. W zapisie kopalnym znany jest od wczesnej kredy. Współczesne gatunki mają zasięg borealno-górski.
Dotychczas opisano około 130 gatunków z tego rodzaju:

- Trichocera abieticola Alexander, 1935
- Trichocera alpina Stary, 2000
- Trichocera alticola Alexander, 1935
- Trichocera altipons Starý, 1998
- †Trichocera anbar (Podenas, 2001)
- Trichocera andorrensis Krzeminska, 2000
- Trichocera annulata Meigen, 1818
- Trichocera antennata Stary, 1999
- †Trichocera antiqua (Dahl, 1971)
- Trichocera arctica Lundstrom, 1915
- Trichocera arisanensis Alexander, 1935
- Trichocera arnaudi Pratt, 2003
- Trichocera auripennis Alexander, 1960
- Trichocera banffi Pratt, 2003
- Trichocera barraudi Krzeminska, 2002
- Trichocera basidens Starý, 1998
- Trichocera bellula Alexander, 1961
- Trichocera bifurcata Nakamura & Saigusa, 1997
- Trichocera bilobata Stary, 1999
- Trichocera bimacula Walker, 1848
- Trichocera bisignata Alexander, 1959
- Trichocera bituberculata Alexander, 1924
- †Trichocera bona (Podenas, 2001)
- Trichocera borealis Lackschewitz, 1934
- Trichocera brevicornis Alexander, 1952
- Trichocera brumalis Fitch, 1847
- Trichocera calva Stary, 1999
- Trichocera candida Dahl, 1976
- Trichocera carpathica Stary & Martinovsky, 1996
- †Trichocera cerea (Podenas, 2001)
- Trichocera chaetopyga Nakamura & Saigusa, 1996
- †Trichocera christelae Krzemińska, Krzemiński et Dahl, 2009
- Trichocera colei Alexander, 1919
- Trichocera columbiana Alexander, 1927
- Trichocera corallifera Nakamura & Saigusa, 1997
- †Trichocera corami Krzemińska, Krzemiński et Dahl, 2009
- Trichocera cordata Nakamura & Saigusa, 1997
- Trichocera crassicauda Nakamura & Saigusa, 1996
- †Trichocera cretacea Krzemińska, Krzemiński et Dahl, 2009
- †Trichocera diluta (Podenas, 2001)
- †Trichocera ebenos (Podenas, 2001)
- Trichocera excilis Dahl, 1967
- Trichocera fattigiana Alexander, 1952
- Trichocera fernaldi Alexander, 1927
- Trichocera forcipula Nielsen, 1920
- †Trichocera fujiyamai Gentilini, 1984
- Trichocera garretti Alexander, 1927
- Trichocera geigeri Stary & Krzeminska, 2000
- Trichocera gigantea (Dahl, 1967)
- Trichocera glacialis Alexander, 1936
- †Trichocera hanswerneri Krzemińska, Krzemiński et Dahl, 2009
- Trichocera hiemalis (De Geer, 1776)
- Trichocera hirta Stary & Martinovsky, 1996
- Trichocera hyaloptera Alexander, 1949
- Trichocera hypandrialis Nakamura & Saigusa, 1997
- Trichocera idahoensis Pratt, 2003
- Trichocera imanishii (Tokunaga, 1935)
- Trichocera implicata Dahl, 1976
- Trichocera inexplorata (Dahl, 1967)
- Trichocera irina Krzeminska, 1996
- Trichocera japonica Matsumura, 1915
- Trichocera kotejai Krzeminska, 1992
- Trichocera lackschewitzi Lantsov, 1987
- Trichocera lantsovi Krzeminska, 1996
- Trichocera latilobata Alexander, 1938
- Trichocera limpidipennis Loew, 1873
- Trichocera longisetosa Alexander, 1927
- Trichocera lutea Becher, 1886
- Trichocera mackenziei (Dahl, 1967)
- Trichocera maculipennis Meigen, 1818
- Trichocera major Edwards, 1921
- Trichocera mendli Dahl, 1976
- Trichocera mexicana Alexander, 1946
- Trichocera michali Krzeminska, 1999
- Trichocera minuta Tokunaga, 1938
- †Trichocera miocaenica Statz, 1934
- Trichocera mirabilis Alexander, 1934
- Trichocera mishmi Krzeminska, 2002
- Trichocera monochroma (Harris, 1835)
- Trichocera monstrosa Nakamura & Saigusa, 1997
- Trichocera montium Stary, 2002
- Trichocera mutica Dahl, 1966
- Trichocera nipponensis Tokunaga, 1938
- Trichocera obtusa Stary & Martinovsky, 1996
- Trichocera ocellata Walker, 1856
- Trichocera oregelationis (Linnaeus, 1758)
- Trichocera pallens Alexander, 1954
- Trichocera pappi Krzeminska, 2003
- Trichocera parva Meigen, 1804
- Trichocera percincta Alexander, 1961
- Trichocera pictipennis Alexander, 1930
- Trichocera polanensis Stary, 2002
- †Trichocera primaeva (Dahl, 1971)
- Trichocera pubescens Stary & Martinovsky, 1996
- Trichocera recondita Stary, 2000
- Trichocera rectistylus Starý, 1998
- Trichocera regelationis (Linnaeus, 1758)
- Trichocera reticulata Alexander, 1933
- Trichocera rufescens Edwards, 1921
- Trichocera salmani Alexander, 1927
- Trichocera saltator (Harris, 1776)
- Trichocera sapporensis Alexander, 1935
- Trichocera sardiniensis Petrasiunas, 2009
- Trichocera schmidi Alexander, 1959
- †Trichocera scudderi (Meunier, 1915)
- Trichocera scutellata Say, 1824
- Trichocera setosivena Alexander, 1927
- Trichocera sibirica Edwards, 1920
- Trichocera simonyi Mik, 1886
- Trichocera skrobli Podenas, 1991
- Trichocera sparsa Stary & Martinovsky, 1996
- Trichocera superna Alexander, 1961
- Trichocera szechwanensis Alexander, 1935
- Trichocera tenuicercus Alexander, 1959
- Trichocera tenuistylus Stary & Geiger, 1995
- Trichocera tetonensis Alexander, 1945
- Trichocera thaleri Stary, 2000
- Trichocera thaumastopyga Alexander, 1960
- Trichocera ticina Stary & Podenas, 1995
- Trichocera transversa Starý, 1998
- Trichocera triangularis Alexander, 1968
- Trichocera truncata Nakamura & Saigusa, 1997
- Trichocera tsutsui Tokunaga, 1938
- Trichocera tuberculifera Alexander, 1938
- †Trichocera turgana Krzemińska, Krzemiński et Dahl, 2009
- Trichocera unimaculata Yang & Yang, 1995
- Trichocera ursamajor Alexander, 1959
- Trichocera variata Alexander, 1961
- Trichocera venosa Dietz, 1921
- Trichocera villosa Stary, 2009